# Lago Lezama
El lago Lezama es un lago andino de origen glacial ubicado en el oeste de la provincia del Chubut, en el departamento Futaleufú, Patagonia argentina.

## Descripción
El lago se encuentra en dirección norte-este a sur-oeste con unos 7 kilómetros de largo. Se encuentra a unos veinte kilómetros al este del parque nacional Los Alerces, fuera del alcance del mismo.
Sus flujos de efluentes se dirigen en la margen derecha del arroyo Blanco, que también recibe agua de los Arroyo Los Mosquitos, emisario del lago Carlos Pellegrini, que converge en la margen izquierda del río Carrileufú, poco antes de que éste se abra en el lago Rivadavia.
El emisario de este último lago, el Río Rivadavia, es un afluente del Lago Futalaufquen, luego del lago Verde y del río Arrayanes. Finalmente, desemboca en el río Futaleufú, que a través del río Yelcho, desemboca en el Océano Pacífico en territorio chileno.

## Referencias

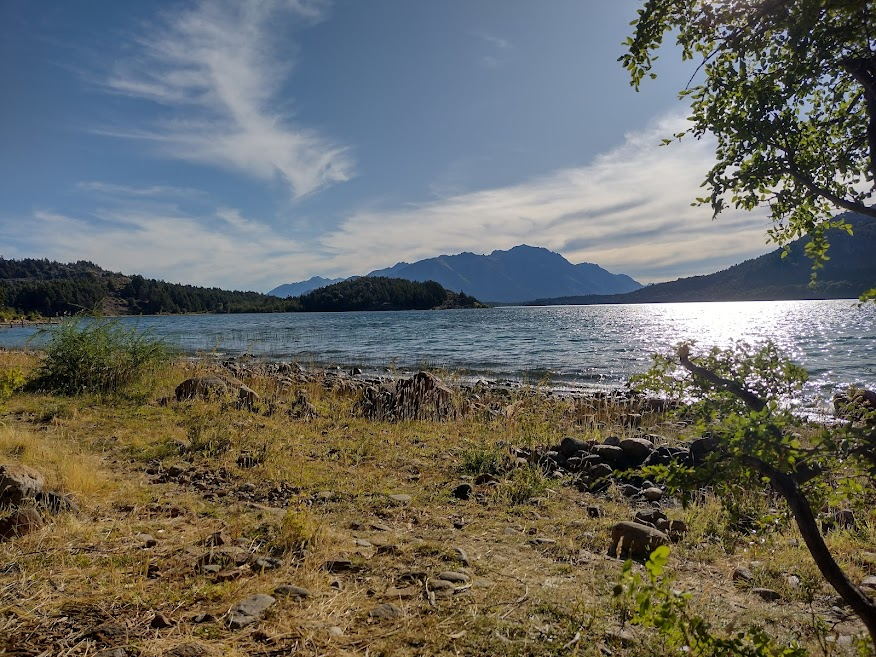
Lago Lezana en verano